# Callum O'Hare
Callum O'Hare, född 1 maj 1998 i Solihull, Storbritannien, är en engelsk fotbollsspelare (mittfältare) som spelar för Sheffield United. 

## Klubbkarriär
Callum O'Hare började spela i Aston Villa som sjuåring och skrev på sitt första proffskontrakt med klubben i december 2015. När han var 19 år gammal, i Ligacupen mot Colchester United den 9 augusti 2017, fick han göra sin seniordebut då han fick chansen från start. Bara dagar senare gjorde han sitt första ligaframträdande för Aston Villa då han hoppade in i mötet med Cardiff City den 12 augusti 2017. Efter den framgångsrika perioden skrev O'Hare under hösten 2017 på ett nytt tvåårskontrakt med Aston Villa.
Debuten följdes av ett och ett halvt år med magert med speltid. Den 29 januari 2019 lånades han därför ut till League Two-klubben Carlisle United. Den 22 augusti 2019 lånades O'Hare ut till Coventry City på ett låneavtal över säsongen 2019/2020. Den 15 juli 2020 värvades O'Hare av Coventry City, där han skrev på ett treårskontrakt.
Den 15 juli 2024 värvades O'Hare av Sheffield United, där han skrev på ett fyraårskontrakt.

## Landslagskarriär
Debuthösten 2017 följdes av att Callum O'Hare den 14 november även fick debutera för England, i U20-landskampen mot Tyskland.
Då han har irländska rötter är han även tillgänglig för spel för Irland.

## Karriärstatistik
| Klubb                 | Säsong             | Liga               | Liga    | Liga | Nationell cup | Nationell cup | Ligacup | Ligacup | Övrigt  | Övrigt | Totalt  | Totalt |
| Klubb                 | Säsong             | Division           | Matcher | Mål  | Matcher       | Mål           | Matcher | Mål     | Matcher | Mål    | Matcher | Mål    |
| --------------------- | ------------------ | ------------------ | ------- | ---- | ------------- | ------------- | ------- | ------- | ------- | ------ | ------- | ------ |
| Aston Villa           | 2017/2018          | Championship       | 4       | 0    | 1             | 0             | 3       | 0       | —       | —      | 8       | 0      |
| Aston Villa           | 2018/2019          | Championship       | 0       | 0    | 1             | 0             | 0       | 0       | —       | —      | 1       | 0      |
| Totalt                | Totalt             |                    | 4       | 0    | 2             | 0             | 3       | 0       | —       | —      | 9       | 0      |
| Carlisle United (lån) | 2018/2019          | League Two         | 16      | 3    | 0             | 0             | 0       | 0       | —       | —      | 16      | 3      |
| Coventry City (lån)   | 2019/2020          | League One         | 29      | 3    | 7             | 1             | 1       | 0       | 3       | 0      | 40      | 4      |
| Coventry City         | 2020/2021          | Championship       | 46      | 3    | 1             | 0             | 1       | 0       | —       | —      | 48      | 3      |
| Coventry City         | 2021/2022          | Championship       | 45      | 5    | 2             | 0             | 0       | 0       | —       | —      | 47      | 5      |
| Coventry City         | 2022/2023          | Championship       | 11      | 0    | 0             | 0             | 0       | 0       | —       | —      | 11      | 0      |
| Coventry City         | 2023/2024          | Championship       | 31      | 6    | 5             | 4             | 0       | 0       | —       | —      | 36      | 10     |
| Coventry City         | Totalt             | Totalt             | 133     | 14   | 8             | 4             | 1       | 0       | 0       | 0      | 142     | 18     |
| Sheffield United      | 2024/2025          | Championship       | 2       | 0    | 0             | 0             | 0       | 0       | 0       | 0      | 2       | 0      |
| Totalt i karriären    | Totalt i karriären | Totalt i karriären | 184     | 20   | 17            | 5             | 5       | 0       | 3       | 0      | 209     | 25     |

1. ↑  Matcher i EFL Trophy.